# Тремпнови
Тремпнови (пол. Trępnowy, нім. Trampenau) — село в Польщі, у гміні Новий Став Мальборського повіту Поморського воєводства.
Населення — 252 особи (2011).
У 1975-1998 роках село належало до Ельблонзького воєводства.

## Демографія
Демографічна структура станом на 31 березня 2011 року:
|          | Загалом | Допрацездатний вік | Працездатний вік | Постпрацездатний вік |
| -------- | ------- | ------------------ | ---------------- | -------------------- |
| Чоловіки | 135     | 36                 | 88               | 11                   |
| Жінки    | 117     | 25                 | 72               | 20                   |
| Разом    | 252     | 61                 | 160              | 31                   |